# تجمع فاستقم
فاستقم كما أمرت هي جماعة معارضة تنشط في الحرب الأهلية السورية. أعلن يوم 26 أبريل/نيسان 2015 عن تشكيل غرفة عمليات فتح حلب المشتركة التي تضم الجماعة إلى جانب 13 من أكبر الفصائل في حلب.

## التاريخ

### العمليات الرئيسية لفصيل

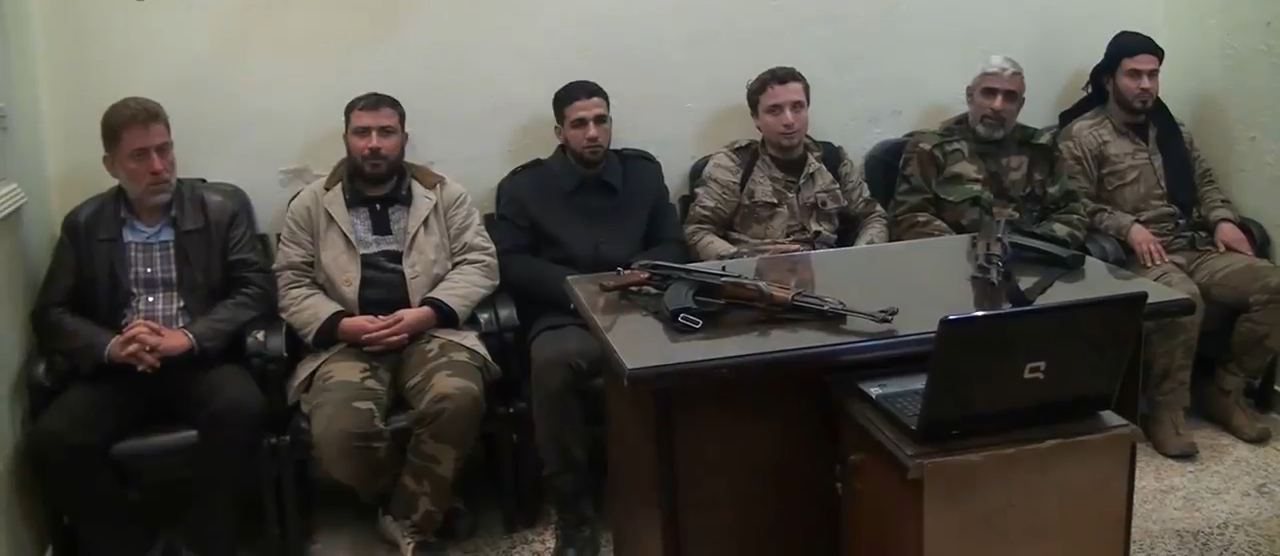
قادة اتحاد فاستقيم يعلنون بدأ عملية في حلب، كانون الثاني/يناير 2013.

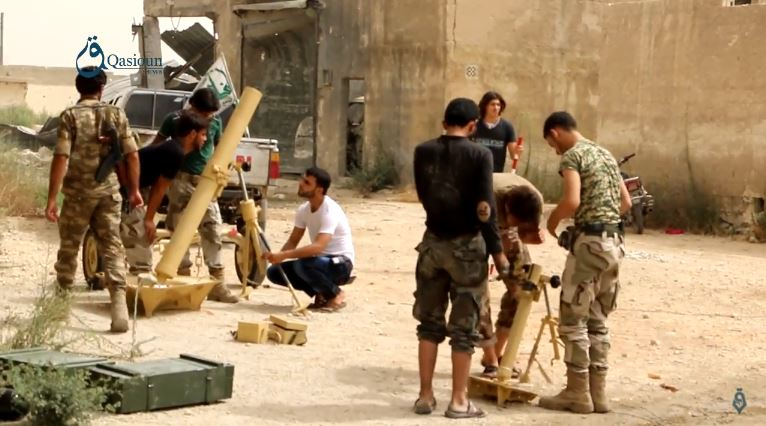
فرقة هاون تابعة لاتحاد فاستقيم 2015.

ياتي اسم "فاستقم" من آية من سورة هود {فَاسْتَقِمْ كَمَا أُمِرْتَ وَمَن تَابَ مَعَكَ وَلَا تَطْغَوْا ۚ إِنَّهُ بِمَا تَعْمَلُونَ بَصِيرٌ}, تأسس الاتحاد اولاً باعتباره "مظلة إسلامية" تشمل الفصائل ذات الميول الاسلامية المؤيدة لـ الجيش السوري الحر في ديسمبر/كانون الثاني 2012. وكان أول قائد عام لتجمع هو الشيخ توفيق شهاب الدين الذي ترأس حركة نور الدين الزنكي والتي كانت إحدى الجماعات الأعضاء في اتحاد فاستقيم في ذلك الوقت. في وقت لاحق، أصبح قائد لواء السلام مصطفى برو "صقر أبو قتيبة" القائد العام لاتحاد فاستقم.  وصف أحد المحللين مصطفى في عام 2014 بأنه "مقاتل شاب مرتبط بالجيش السوري الحر ". و وصف المحلل نيكولاس أ. هيراس مصطفى بأنه إسلامي معتدل اعتبر انتفاضته مدفوعة بـ "مثالية العلمانية" ولكنها أيضًا جزء من "الجهاد ضد نظام الاسد". بحلول أوائل عام 2014، سيطر اتحاد فاستقم على اراضي في مدينة حلب وريفها . واحدة من أهم المناطق في البلاد. وكانت الجماعة واحدة من اهم الجماعات المتمردة المشاركة في معركة حلب (2012–2016)، وكانت الجماعة بمثابة فصيل قيادي ضمن العديد من غرف العمليات المشتركة والتحالفات مثل الجبهة الشامية.
وفي يناير/كانون الثاني 2014، انضمت الجماعة إلى حركة نور الدين الزنكي وفصائل متمردة أخرى في تحالف جيش المجاهدين المتمركز في حلب. قامت الجماعة وجيش المجاهدين بأثارة الجدل في مارس/آذار 2014 عندما انتقدتها الجماعات المعارضة الأخرى لإيقافها مارسيل شحوارور ناشطة مسيحية مناهضة للحكومة السورية في حلب، ومطالبتها بارتداء الحجاب. رفضت مارسيل القيام بذلك، وتم اعتقالها وإجبارها من قبل المقاتلين على التوقيع على اتفاق تتعهد فيه بارتداء الحجاب. وأصدر قائد فاستقم والمجاهدين بيانا اعتذروا فيه وادعى أن الاعتقال كان خطأ من قبل القادة الميدانين. ومع ذلك ظلوا يطالبون مرسيل بارتداء الحجاب.
في 26 أبريل/نيسان 2015، قاموا إلى جانب الجماعات الرئيسية الأخرى المتمركزة في حلب، بتأسيس غرفة العمليات المشتركة المسمات ب فتح حلب.

### الانهيار والجماعات المتبقية
في 2 نوفمبر/تشرين الثاني 2016، خلال هجوم حلب، ألقى مقاتلو اتحاد فاستقم القبض على قائد عسكري لحركة نور الدين الزنكي. رداً على ذلك، هاجم مقاتلو نور الدين الزنكي مقري اتحاد فاستقم في حي صلاح الدين وحي الأنصاري بمدينة حلب. قُتل متمرد واحد على الأقل وأصيب أكثر من 25 من الجانبين في هذه الغارة. في اليوم التالي، بدأت الجبهة الشامية وكتائب أبو عمارة بدوريات في الشوارع لاعتقال أي متمردين يشاركون في الاشتباكات. قُتل ما لا يقل عن 18 متمرداً في الاقتتال الداخلي.
تم حل المجموعة في الغالب عندما استولت حركة نور الدين الزنكي وكتائب أبو عمارة في نهاية المطاف على جميع مواقع اتحاد فاستقم في شرق حلب في نوفمبر/تشرين الثاني 2016. واستسلم العشرات من المتمردين من المجموعة الأخيرة وتم أسرهم، وانضموا إلى أبو عمارة. المجموعة التي انشاءة كتائب أحرار الشام. مع احتلال الجيش السوري للأجزاء التي يسيطر عليها المتمردون في حلب في ديسمبر/كانون الأول 2016، كانت فلول اتحاد فاستقم الموالية لجيش الحر من بين المتمردين الذين تم إجلاؤهم من حلب إلى محافظة إدلب.
في 25 يناير/كانون الثاني 2017، انضم باقي أعضاء فرع الاتحاد في حلب إلى أحرار الشام. وأوضح المتحدث السابق باسم اتحاد فاستقيم، عمار صقر، أن هذه الخطوة أصبحت "ضرورة"، حيث كان على فصائل المتمردين أن تتوحد في مواجهة المكاسب الحكومية الأخيرة، وأبرزها سقوط مدينة حلب اكبر المدن السورية التي كانت تحت سيطرة المتمردين. وبحسب قوله فإن "التقسيم أصبح غير منطقي، ولن يبني دولة ولا ينشئ نظام حكم، وهو هدف الثورة السورية".
على الرغم من انضمام الأعضاء المتبقين في اتحاد فاستقيم لأحرار الشام في يناير/كانون الثاني 2017، إلا أن بعض أعضاء الجماعة ظلوا مستقلين. ووصف القائد الفراتي، مدير المكتب السابق لاتحاد فاستقم مبايعته لأحرار الشام بأنها "مخزية وغير منطقية". بتاريخ 11 أيار/مايو 2017، تم استدعاء القائد العسكري السابق لاتحاد فاستقم، أبو حسنين، للاجتماع في إدلب بعد قدومه من الباب. وبمجرد وصوله إلى إدلب، تم اعتقلته من أحرار الشام. وطولب الأخير بعد ذلك من متبقين من اتحاد فاسقيم بتسليم أسلحتهم، مما أدى إلى حدوث اشتباكات. وبعد أقل من ساعة، سيطرت أحرار الشام على مقر فاستقم. ووصفت الحادثة بأنها "المسمار الأخير في نعش الجماعة". واعتقلت أحرار الشام أيضًا عمار سكار، المتحدث الرسمي السابق لجماعة.
على الرغم من ذلك، كانت مجموعة من فلول اتحاد فاستقم بقيادة أبو عبده الزير لا تزال نشطة في ريف حلب الشمالي حتى تشرين الثاني/نوفمبر 2017،، وتحت قيادة هشام اسكيف، شارك الاتحاد في عملية غصن الزيتون في أوائل عام 2018.

## التنظيم

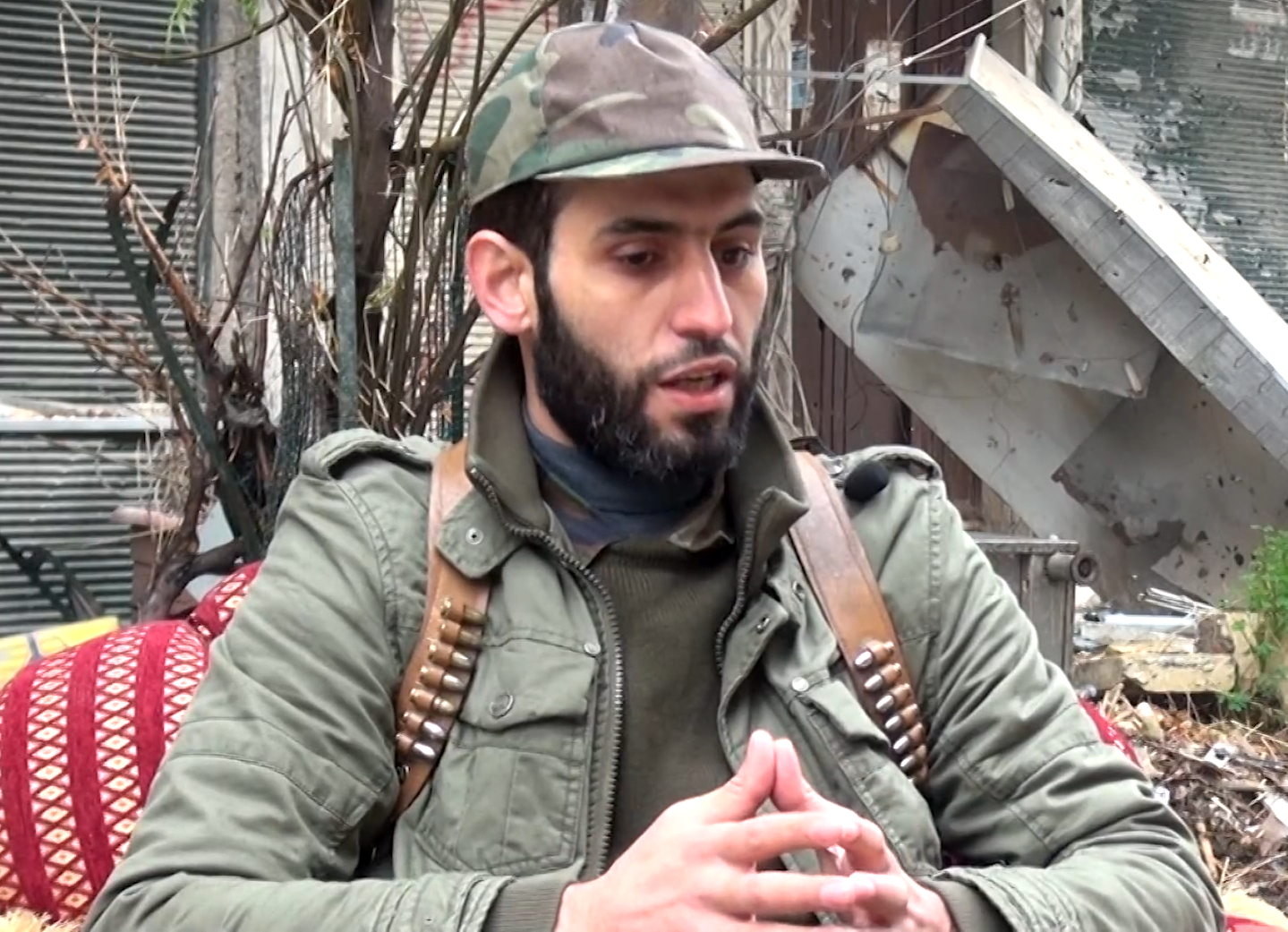
مصطفى برو "صقر أبو قتيبة"، قائد اتحاد فاستقم، عام 2015.

قبل أن تنهار معظم فيالق الاتحاد في عام 2016، كان اتحاد فاستقم عبارة عن منظمة جامعة لعدة ميليشيات، معظمها يعمل بين "الأحياء  السكنية". اذ كان الاتحاد يضم ما بين 1500 إلى 3000 مقاتل بحلول عام 2015 ياخذون دعمهم المالي من قبل الإخوان المسلمون والحكومة التركية والقطرية. حاول اتحاد فاستقم تحسين جودة تدريب أعضاءه من خلال التدريب على يد الضباط السوريين المنشقين.
كجزء من الجيش الوطني السوري المدعوم من تركيا، تم تنظيم اتحاد فاستقم ومجموعته السابقة لواء السلام كجزء من لواء 344 من الفرقة 34 من الفيلق الثالث التابع للجيش الوطني السوري، إلى جانب  الفرقة 23.